# Calesia arhoda
Calesia arhoda är en fjärilsart som beskrevs av George Francis Hampson 1910. Calesia arhoda ingår i släktet Calesia och familjen nattflyn. Inga underarter finns listade i Catalogue of Life.